# Труко

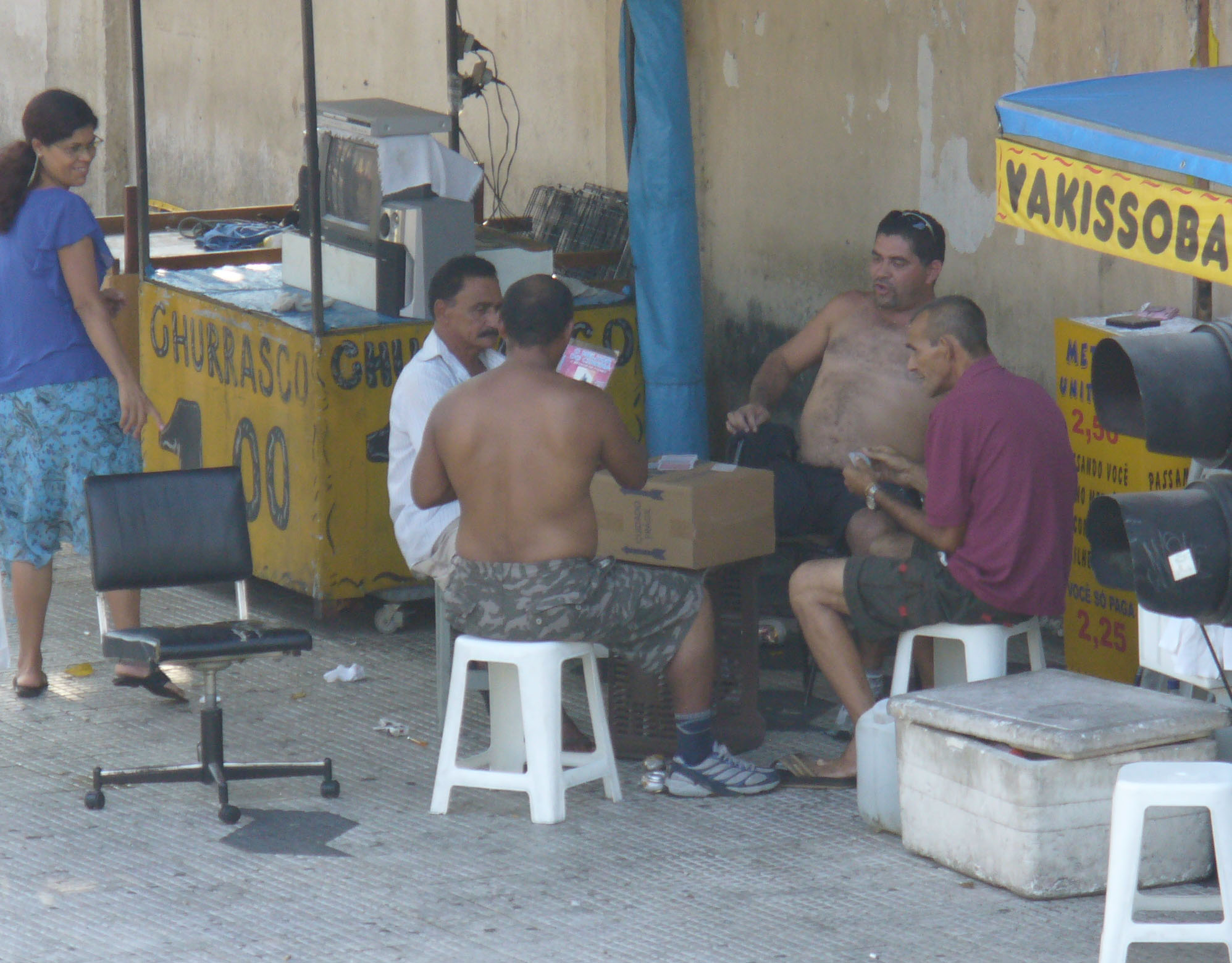
Игроки в труко в Сан-Паулу, 2006 г.

Труко — национальная бразильская игра, вроде игры «дурак» в России или на Украине. В неё можно играть только вдвоём или только вчетвером (разбившись на пары).
Для игры в труко нужна неполная колода карт. В ней используются только 2, 3, 4, 5, 6, валет, дама, король, туз.
Старшинство карт по возрастанию: 4 — самая маленькая карта по значению, затем 5, 6, валет, дама, король, туз, 2, и 3 — самая высокая.
Старшинство карт по масти: сначала идут трефы (крести), затем бубны, пики, последние — червы.
Тасование и раздача карт переходит по кругу. Человек, тасующий карты, после их перетасовывания, должен дать соседу слева сдвинуть (снять) колоду.